# Суперастериди
Суперастериди (англ. superasterids, лат. superastrids) — велика клада (монофілетична група) квіткових рослин, що об'єднує 20 порядків, як визначено в системі APG IV.

## Систематика
Суперастериди:
- - Caryophyllales
  - Berberidopsidales
  - Santalales
- Айстериди
  - Cornales
  - Ericales
  - Aquifoliales
  - Asterales
  - Escalloniales
  - Bruniales
  - Apiales
  - Dipsacales
  - Paracryphiales
  - Icacinales
  - Metteniusales
  - Garryales
  - Boraginales
  - Gentianales
  - Vahliales
  - Lamiales
  - Solanales

## Галерея

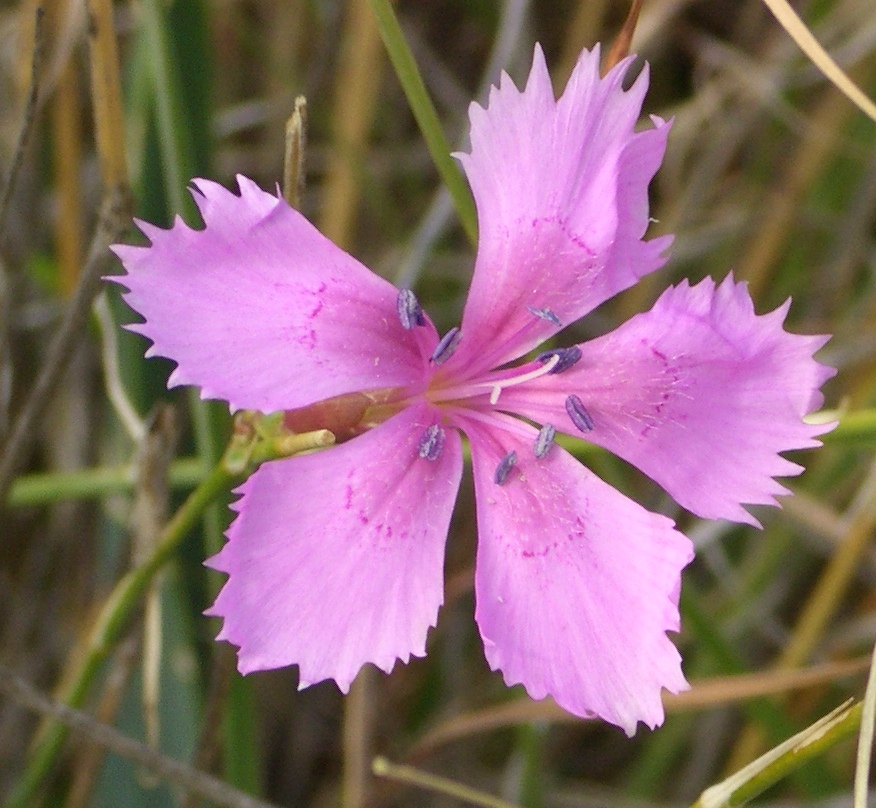
Dianthus caryophyllus — типовий вид з порядку гвоздикоцвіті (Caryophyllales)
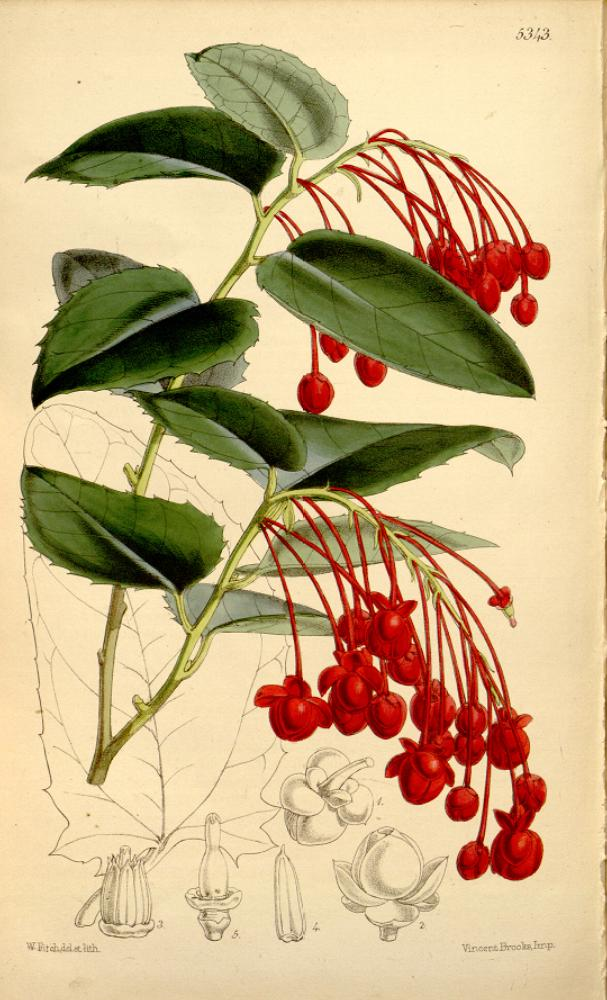
Berberidopsis corallina — типовий вид з порядку Berberidopsidales
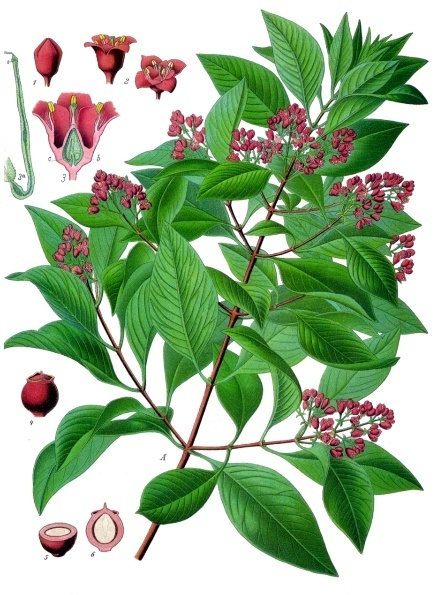
Santalum album — типовий вид з порядку Santalales
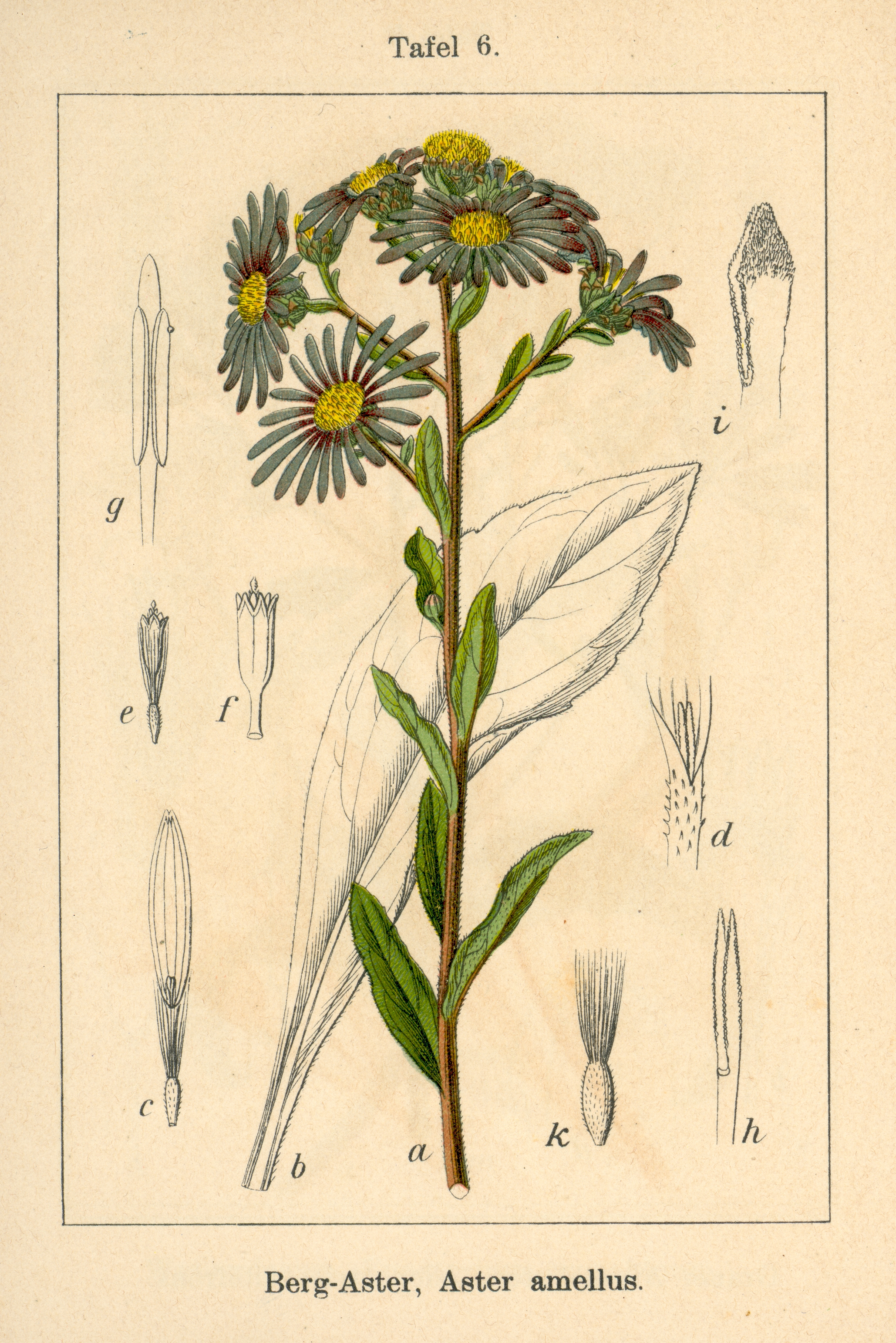
Aster amellus — типовий вид з порядку Айстроцвіті (Asterales), що належить до айстеридів